# Голубов, Сергей Николаевич
Серге́й Никола́евич Го́лубов (8 [20] июня 1894 или 20 июня 1894, Саратов — 8 февраля 1962, Москва, РСФСР, СССР) — русский советский писатель, исторический романист.

## Биография
Родился 8 (20) июня 1894 года в Саратове в семье служащего. В 1906—1911 годах учился в Саратовской гимназии. Затем учился на юридическом факультете Московского университета, в 1916 году окончил ускоренный курс Александровского военного училища. Был кавалерийским офицером на фронте Первой мировой войны, командиром полка в РККА в годы гражданской войны. С 1922 года работал в системе советской администрации, занимался организацией труда.

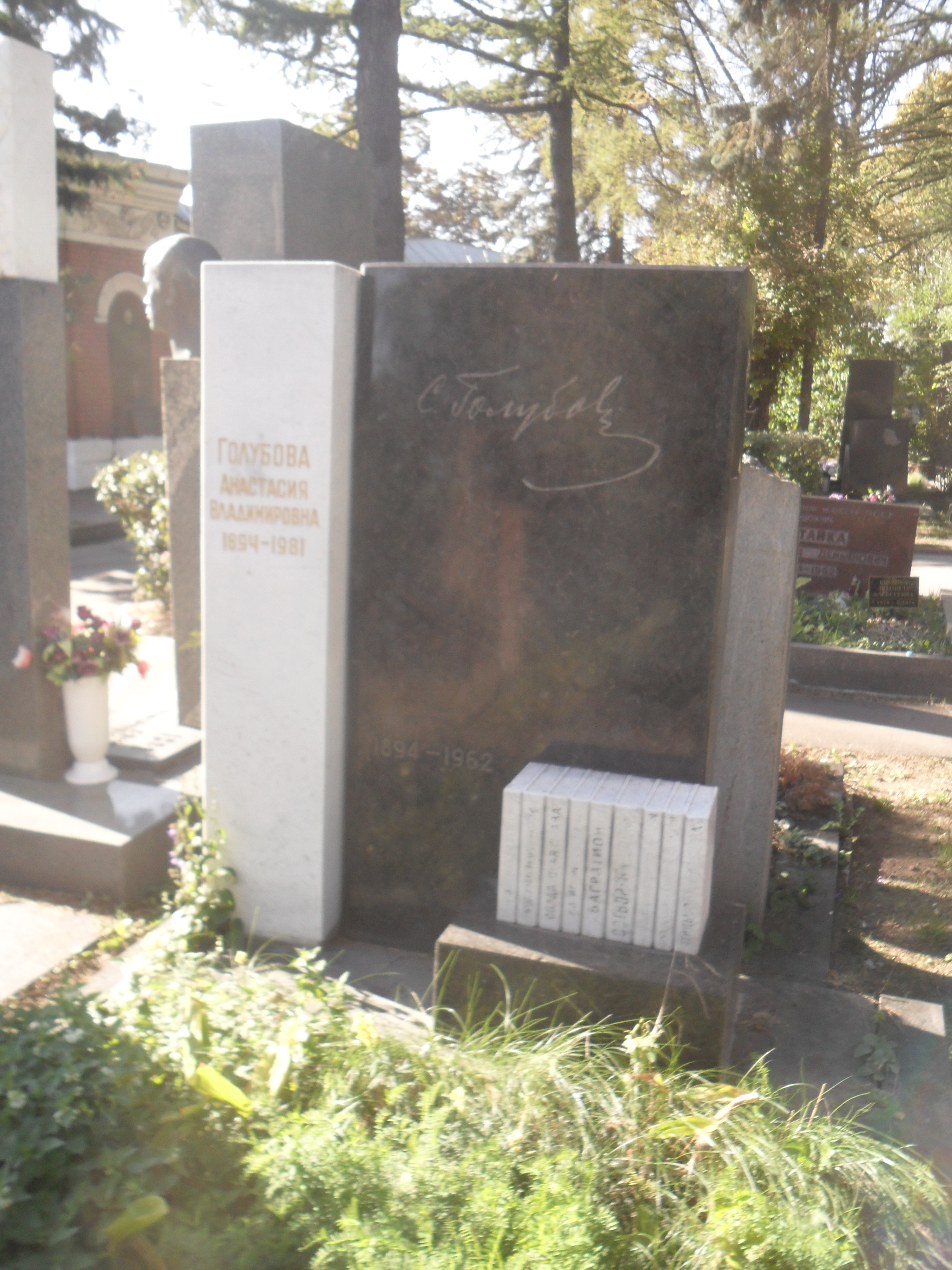
Могила С. Н. Голубова на Новодевичьем кладбище Москвы.

Печататься начал в 1933 году. Писал сначала историко-биографические книги, затем военно-исторические романы. Член Союза писателей с 1940 года. Все книги Голубова основаны на богатом фактическом материале. Их отличает умение писателя воссоздать духовную атмосферу изображаемой эпохи, ярко и убедительно очертить образы реальных исторических лиц.
Скончался от уремии 8 февраля 1962 года. Похоронен в Москве на Новодевичьем кладбище.